# Vpliv spola na vodenje

## Definicija vodenja
Vodenje je sposobnost vplivanja, spodbujanja in usmerjanja ljudi k želenim ciljem. Pri vodenju gre za interakcijo med vodjo in drugimi zaposlenimi. Pojem se je pojavil šele pred nekaj več kot 200 leti, zato ga lahko označimo kot za zelo mlad pojem. 

### Sodobni in tradicionalni način vodenja
Poznamo dva načina pojmovanja vodenja: tradicionalni in sodobni način. Medtem, ko se sodobno pojmovanje vodenja usmerja k spodbujanju, mentorstvu, motiviranju in kreiraju pozitivnih čustev, pa tradicionalno pojmovanje opredeljuje vodenje kot načrtovanje, usmerjanje in nadzor podrejenih. Večina definicij vodenja odkriva, da je vodenje učinkovito takrat, ko je vodja sposoben vzpostaviti zaupanje pri podrejenih in z njimi zgraditi takšen odnos, da bodo svojo energijo in znanje prispevali k skupinskim ciljem. Vodja ima več raznolikih nalog, saj mora sočasno voditi, usmerjati in uporabljati posebna znanja skupine, ki bodo pripeljala k izpolnjevanju ciljev podjetja. 
Poleg tega, pa moramo ločiti med vodenjem (ang. leadership) in upravljanjem (ang. management). Medtem, ko vodenje zadeva dejavnosti, katere posledice so konstruktivne in prilagoditvene spremembe, pa upravljanje (ang. management) vzdržuje pravila in red in tako preprečuje spremembe. Prav ta raven razumevanja kaže na to, da gre za dve ločeni kategoriji. 

## Definicija vodje
Vodja je tisti, ki kreira organizacijsko strukturo in procese, ki se v strukturi odvijajo. Ustvarja pravila, ki veljajo v določeni organizaciji in ima poleg različnih nalog tudi nalogo zaposlovanja novih sodelavcev. Vodja oblikuje in uporablja različne tehnike vodenja. 

### Lastnosti uspešnih vodij
Opisi uspešnih vodij se razlikujejo od avtorja do avtorja, saj nekateri kot pomembnejše izpostavljajo ene lastnosti, drugi spet druge. Nekateri avtorji se ne strinjajo, da je vodenje posledica populističnega prepričanja, da so nekateri ljudje rojeni za vodenje, drugi pač ne in da se vodstvenih sposobnosti ne da priučiti. Zato menijo, da se nihče ne rodi uspešen vodja, ampak se oblikuje, za kar so potrebni čas, izkušnje, novo znanje in samorefleksija. 
Ostali avtorji pa menijo, da se uspešen vodja oblikuje, vendar pa je za vodenje potrebna komunikacija, spretnosti, ki jih posameznik pridobi, kot pa tudi predispozicije. Spretnosti vodij se izražajo v njegovem izpolnjevanju zadolžitev, predispozicije pa v razmišljanjih in odločitvah ob izvedbi teh zadolžitev. Avtor je glede na interakcijo obeh sestavin oblikoval model lastnosti, ki pritičejo vodji. Model se imenuje WICS, po začetnicah lastnosti. Te so modrost (ang. wisdom), inteligentnost (ang. intelligence), kreativnost (ang. creativity) in sinteza (ang. synthesized). Zanje je značilno, da so fleksibilne in se razvijajo tekom časa, sestavljajo pa jih tako spretnosti, kot predispozicije posameznika.  
Obstajajo tudi avtorji, ki menijo, da je najpomembnejša kvaliteta vodje sposobnost prilagajanja.  

## Vpliv spolnih stereotipov na vodenje
Socialno konstruirani spolni stereotipi so že od nekdaj prisotni v posameznikovem življenju. V naše kognitivne sheme se vgradijo že pri zgodnji starosti življenja. Družina, šola, ter tudi mediji imajo močan vpliv na razvoj kognitivne sheme posameznika, saj od njega pričakujejo, da bo vodilnim spolnim stereotipom prilagajal svoje vedenje. Posameznik tako teži k skladnosti med bioloških spolom in vedenjem, ki se od njega pričakuje.
Po mnenju nekaterih znanstvenikov, posameznik prevzame spolno vlogo, ki mu je bila dodeljena že v otroštvu in jo skozi socializacijo še dodatno utrjuje. Spolni stereotipi vplivajo na posameznikovo vedenje, na njegove osebnostne lastnosti v odraslosti, na medosebne odnose ter navsezadnje na njegov stil vodenja. Stereotipi spolnih vlog se skozi posameznikovo življenje vedejo kot smernice, ki usmerjajo njegovo delovanje na delovnem mestu s tem ko mu podzavestno ˝ukazujejo˝ kako komunicirati in se obnašati na delovnem mestu, na podlagi svoje spolne vloge.
Stereotipi, ki naj bi se navezovali na ženske osebnostne lastnosti so prisrčnost, vdanost, čustvenost, prijaznost, sočutnost in razumljivost. Stereotipi, ki se navezujejo na moške osebnostne lastnosti so: dominantnost, agresivnost, samozavest, racionalnost, moč in čustvena hladnost. Ti spolni stereotipi med drugim kažejo tudi na to, da ženskam primanjkuje tistih kvalitet, katere ljudje pogosto povezujejo z učinkovitim vodenjem. Ustvarjanje napačne predstave o tem, da ženske ne dosegajo enakih meril učinkovitega vodenja, kot moški, posledično vpliva na to, da ženske pogosto ne dosegajo vodilnih položajev 
Spolni stereotipi tako tiho vsiljujejo spolno diskriminacijo na delovnem mestu in posledično ima to negativni vpliv na napredovanje žensk na vodilne delovne položaje. Po mnenju raziskovalca Welbourna  ta naslanjajoča spolna vloga žensk, le-te prikaže kot moškim drugorazredne in posledično tudi moškim podrejene. Višji socialni status moških med drugim vpliva tudi na to, da imajo več dostopa do moči, denarja in virov, kot ga imajo ženske, kljub temu, da imajo priložnost, da uspejo na vodilnih položajih. Zaradi tega, ker ženske niso izpostavljene enakim možnostim, jih to postavlja v pomanjkljiv oziroma manjvreden položaj. To vodi do različnih predsodkov, kjer moškim pripisujemo višji status in privilegije, ki so značilne za vodilno vlogo, medtem ko ženskam pripisujejo nižji status. 

## Primerjava ženskega in moškega načina vodenja
Ker je management, in v okviru managementa funkcija vodenja, še zmeraj področje, kjer prevladujejo moški, so tudi zaželene lastnosti managerja, načini vodenja in obnašanja takšni, ki ustrezajo predvsem moškim. Vendar pa lahko opazimo spreminjanje le - tega. Trenutno delovno okolje označuje vedno večji poudarek na organizacijskem učenju, nenehnem usposabljanju zaposelnih in dolgotrajnem napredku. Preživele naj bi organizacije, ki so sposobne spremeniti način delovanja in se prilagoditi novim okoliščinam. Za uspešnega managerja lastnosti kot so tekmovalnst, agresivnost in orientiranost k nalogam izgubljajo svoj pomen.  V ospredje naj bi prihajale lastnosti, kot so biti dober trener, sposobnost dobre komunikacije, intuicija in prilagodljivost, ki so, če izhajamo iz spolnih stereotipov splošne ženske lastnosti. Sicer pa same organizacije vedno bolj cenijo ženski način vodenja in feminilne lastnosti, torej: sočustnost, srkb, razumevanje, sodelovanje in podobno 
Devillard, S. in sod.  so v svoji primerjalni raziskavi med spoloma ugotovili, da ženske pri svojem vodenju pogosteje uporabljajo način vodenja, ki je usmerjen v razvoj ljudi. Ženske naj bi pri svojem vodenju uporabljale tehnike, ki se navezujejo na izražanje pričakovanj do zaposlenih ter nagrajevanje za njihov trud. Ženske naj bi se bolj kot moški dojemale kot vzor zaposlenim. Moški, na drugi strani, so pri sprejemanju odločitev, bolj individualistični, in uporabljajo tehnike nadzora nad zaposlenimi, ter popravljanje njihovih napak. V raziskavi so odkrili tudi podobnost pri vodenju moških ter žensk, in sicer, oba spola sta poudarjala pomembnost učinkovite komunikacije v organizaciji. 

## Raziskave, ki dokazujejo pomembne razlike med spoloma v stilih vodenja
Osnova raziskav kaže, da so moški pri vodenju osredotočeni na naloge, medtem ko so ženske osredotočene bolj na odnose z njihovimi delavci oziroma podrejenimi. Ta stil vodenja, ki se osredotoča na odnose, je karakteriziran z demokratičnimi in participativnimi karakteristikami vodenja. Osredotoča se torej na ohranjanje osebnih odnosov na delovnem mestu (npr.: vodja kaže skrb za delavce, njihove osebne probleme in jih vključuje v  sprejemanje odločitev). Ženske vodje si želijo imeti vlogo skrbnice, med drugim tudi zato, ker so v družini tiste, ki skrbijo za otroke in svojega partnerja.  Ne glede na to, kakšen je razlog, imajo ženske veliko bolj osebni način vodenja v primerjavi z moškimi. Večina žensk vidi cilj pogovora v tem, da vzpostavijo interakcijo z osebo in najdejo nadzor, ter razumevanje. Primarni cilj žensk je ustvarjanje in vzdrževanje intimnih odnosov – zato so ženske velikokrat družbene vodje, kot pa vodje za opravljanje točnih nalog in to prav zaradi njihove sposobnosti navezovanja osebnega stika na družbenem in čustvenem nivoju. Ženske so v povprečju večkrat opisane kot prijazne, prijetne, družbeno občutljive ter zainteresirane za druge ljudi.
Vodje ki so osredotočene na naloge so avtokratske, direktne in želijo imeti kontrolo, skoncentrirane so na opravljanje dela. Vodja je zadolžen za ustvarjanje delovnih standardov, nadzorovanje dela, in doseganje proizvodnih ciljev. Te lastnosti, so, ko pride do komuniciranja, močno opazne predvsem pri moških. Moški način komunikacije temelji na kontroli in moči in prav lepo zrcali njihov način vodenja, kjer je glavni motiv opravljena naloga. Agresiven pristop je glavni razlog zakaj se moški večkrat pojavijo na vodilnih položajih kot ženske. Druge raziskave so pokazale da so moški bolj motivirani za delo, kjer imajo odločnejšo vlogo in lahko vsilijo svoje ideje drugim ter tako izstopajo iz množice. 
Žensko vodenje vključuje podporo, nagrajevanje, mentorstvo, povezovanje, posvetovanje, ˝teambuilding˝ in navdihovanje drugih oseb, medtem, ko moško vodenje vključuje reševanje problema, vplivanje na ostale in delegiranje.   Drugi teoretiki, ki trdijo da se moški in ženske razlikujemo v pristopih k vodenju, označujejo ženske v povprečju za bolj transformacijske vodje, moške pa za transakcijske. Kot vidimo v spodnji tabeli, so transformacijske vodje navdihujoče in vodje z vizijo, ki pridobijo zaupanje in samozavest s strani njihovih podrejenih. Za njih je značilno, da ustvarijo skupne cilje v prihodnosti in načrt za dosego teh ciljev. Transformacijske vodje pa so znane po tem, da znajo ljudi okoli sebe navdihniti za spremembo vrednot in potreb. S tem lahko dosežejo to, da so interesi posameznika, podrejenega enaki interesom organizacije. Stremijo tudi k razvoju in opogumljanju njihovih podrejenih. Vse karakteristike transformacijske vodje so zelo podobne ženskemu medosebnemu pristopu k vodenju, kar je razlog da se ženske večkrat pokažejo kot transformacijske vodje kot moški. Na drugi strani pa so moški ekstremno orientirani v upravljanju (ang. management), ki je ključna karakteristika ko je govora o transakcijskih vodjah. Transakcijske vodje ponujajo nagrade v zameno za uspeh in kazni za neuspeh  
Tabela
| Transformacijska vodja                               | Transakcijska vodja                                        |
| ZAUPANJE IN SAMOZAVEST PRIDOBIJO Z STRANI ZAPOSLENIH | VPLIV NA ZAPOSLENE SKOZI SPREMINJANJE VREDNOT IN INTERESOV |
| SKUPNI CILJI IN NAČRTI                               | RAZVOJ IN OPOGUMLJANJE ZAPOSLENIH                          |

Glede na to, da imata komunikacija in interakcija med vodjo in zaposlenim pomembno vlogo pri učinkovitem vodenju, bi se morale, po mnenju Merchant-a , osnovne psihološke razlike med moškim in žensko upoštevati pri primerjanju stila vodenja glede na spol. Lahko rečemo, da se moški in ženska ločita po stilu vodenja, čeprav ne smemo pozabiti, da so te razlike zelo situacijske, saj so lahko tako moški kot ženske boljši ali slabši pri svojem vodenju glede na različne situacije ali pozicije. 
Te razlike pogosto predstavljajo ovire za ženske na delovnem mestu, saj si jih vsi predstavljajo kot vodje, ki zelo poudarjajo delovne odnose, medtem, ko je cel materialni in karierni svet temelji na cilju, da se mora vodja osredotočiti na to, da se naloga opravi. Ženske se lahko torej spopadajo s številnimi ovirami, ko želijo pridobiti vodilni položaj in to prav zaradi njihovega spola. Tukaj ne smemo pozabiti tudi na pričakovanje okolja, ki od žensk tiho zahteva, da se pri vodenju prilagodijo tradicionalno moško orientiranemu svetu vodenja. Pri tem so deležne drugačnih standardov, kot moški. Te dileme oziroma ovire, za katere lahko rečemo, da so del spolne diskriminacije, postavljajo ženske vodje v ozadje, kar jim otežuje resnično uspeti v svetu vodenja 

## Raziskave, ki dokazujejo da ni pomembnih razlik med spoloma v stilih vodenja
Obstajajo pa tudi raziskave, ki trdijo, da se moški in ženske v stilu vodenja oziroma pri samem vodenju ne razlikujejo, ter trdijo, da so vloge vodenja zelo situacijsko determinirane. Nekateri raziskovalci trdijo, da noben od spolov, ni boljši ali slabši v vodenju, ampak, da je učinkovitost stila vodenja kontingenčna na različnih lastnostih skupin in organizacijskih okolij.  Kontingenčne teorije ugotavljajo da ni najboljšega stila vodenja, ampak da je učinkovitost vodenja odvisna od odnosa vodje in situacije . Ta trditev predstavlja idejo, da so zaposleni skoraj bolj pomembni kot vodja, ko pride do odločanja, kateri način vodenja je najboljši za dano situacijo.
Kanter   pravi, da organizacijske vloge premagajo razlike med spoloma, ko pride do upravljanja (ang. management) in vodilnih pozicij. Pristop vodenja moških in žensk, ki imajo enako organizacijsko vlogo bi se morali zelo malo razlikovati, ker oboje bolj skrbi učinkovito vodenje kot pa razlike med spoloma in vlogah spola v družbi. Kanter  pravi, da če so postavljeni na enak organzacijski položaj, bodo postavljeni v vlogo v kateri ne bodo bili pozorni na razlike med spoloma ampak se bodo ravnali po danih protokolih opravljanja položaja na katerem delujejo. Po Kanterju je to zato, ker naj razlike v obnašanju med spoloma ne bi izvirale iz razlik med spoloma ampak zaradi razlikovanja strukturnih pozicij; ker so ženske pogosto na pozicijah z manj moči, se potem tudi obnašajo v skladu s tem, da nimajo dovolj moči. Torej, moški in ženske se na enakih položajih obnašajo podobno, kar predvideva da razlike med spoloma pri stilih vodenja ne obstajajo. 
Psihologi in raziskovalci ki podpirajo razlike med spoloma v stilih vodenja predlagajo, da glede na to da se moški in ženske razlikujemo psihološko in po tem, kako komuniciramo in vplivamo na druge, je edino logično predvidevati da se bomo razlikovali tudi v načinu pristopa k vodenju. Trdijo da psihološke razlike med spoloma izvirajo iz različnih pristopov v vzgoji in dogodkih v otroštvu. Če se moški in ženske že po naravi razlikujemo v razvojnem procesu, bomo odrasli v povsem različne ljudi s povsem različnimi načini vodenja, četudi smo na podobnem položaju v vodenju.  